# 帕卡图巴
帕卡图巴（葡萄牙語：Pacatuba）是巴西塞阿拉州的一个市镇。总面积132.427平方公里，总人口65132人，人口密度491.8人/平方公里。